# Festival de Cannes
Festival de Cannes é um festival de cinema criado em 1946, conforme concepção de Jean Zay, e até 2002 chamado Festival international du film, é um dos mais prestigiados e famosos festivais de cinema do mundo. Acontece todos os anos, no mês de maio, na cidade francesa de Cannes. O "mercado do filme" (marché du film) acontece paralelamente ao festival.

## História
No final dos anos 1930, chocado pela ingerência dos governos fascistas alemão e italiano na seleção dos filmes da Mostra de Veneza, Jean Zay, ministro da Instrução pública e de Belas Artes, propõe a criação, em Cannes, de um festival cinematográfico de nível internacional. Em junho de 1939, Louis Lumière aceita ser o presidente da primeira edição do festival, que deveria acontecer do 1 ao 30 de setembro. A declaração de guerra da França e do Reino Unido à Alemanha em 3 de setembro põe fim, prematuramente a essa decisão, apesar de o prêmio ter sido atribuído a Union Pacific, de Cecil B. DeMille.
A primeira edição do festival aconteceu, realmente em 1946. O festival não aconteceu em 1948 e 1950 por problemas financeiros. Em 1955, foi introduzida pelo comitê organizador a Palma de Ouro como prêmio principal do evento - antes desta data, ele era conhecido como Grand Prix du Festival international du Film.
O festival de 1968 foi interrompido em 19 de maio. Na véspera, Louis Malle, demissionário do júri, François Truffaut, Claude Berri, Jean-Gabriel Albicocco, Claude Lelouch, Roman Polanski e Jean-Luc Godard, ao penetrarem na grande sala do Palácio, haviam exigido a interrupção da projeção em solidariedade aos operários e estudantes em greve.
A edição de 2006 teve júri presidido pelo cineasta chinês Wong Kar Wai (de Amor à Flor da Pele e 2046). O prêmio principal, esperado para o mexicano Alejandro González Iñárritu (que ganhou o troféu como melhor diretor por Babel), acabou saindo para o realizador britânico Ken Loach, com The Wind That Shakes the Barley.

## Seções do Festival de Cannes
A seleção oficial
- Longa-metragens em competição (Longs métrages en compétition)
- Longa-metragens fora de competição (Longs métrages hors compétition)
- Um certo olhar (Un certain regard)
- Curta-metragens em competição (Courts métrages en compétition)
- Cine-fundação (Cinéfondation)

As seções paralelas
- A Semana da crítica (La Semaine de la critique)
- A Quinzena dos diretores (La Quinzaine des réalisateurs)

## Prêmios
Longas-metragens da competição oficial
- A Palma de Ouro (Palme d'or) recompensa o melhor filme.
- O Grande Prêmio (Grand Prix) recompensa o filme que manifesta a maior originalidade ou espírito de pesquisa.
- O Prêmio do Júri (Prix du jury)
- O Prêmio de interpretação feminina (Prix d'interprétation féminine) recompensa a melhor atriz.
- O Prêmio de interpretação masculina (Prix d'interprétation masculine) recompensa o melhor ator.
- O Prêmio de direção (Prix de la mise en scène) recompensa o melhor diretor.
- O Prêmio de Roteiro (Prix du scénario) recompensa o melhor roteirista.

Curtas-metragens da competição oficial
- A Palma de Ouro de curta-metragem (Palme d'or du court métrage) recompensa o melhor curta-metragem.
- O Prêmio do júri (Prix du jury du court métrage)

Seleção oficial (competição e Un certain regard), a Quinzena dos diretores e a Semana da crítica
- Câmera de ouro (Caméra d'or) recompensa o melhor primeiro filme do conjunto dessas seções.
- O Trophée Chopard (Prêmio de Performance Revelação)

## Lusofonia em Cannes
- 1953 - Melhor Filme de Aventura - O Cangaceiro, de Lima Barreto.
- 1959 - Palma de Ouro - Orfeu Negro, dirigido por Marcel Camus, primeiro filme em língua portuguesa a receber o principal prêmio de Cannes.
- 1959 - Competição oficial- Rapsódia Portuguese, de João Mendes, com argumento de Fernanda de Castro.
- 1962 - Palma de Ouro - O Pagador de Promessas, dirigido pelo brasileiro Anselmo Duarte.
- 1967 - Prêmio da Crítica Internacional - Terra em Transe, de Glauber Rocha.
- 1969 - Melhor Direção - Glauber Rocha, por O Dragão da Maldade Contra o Santo Guerreiro.
- 1977 - Prêmio Especial do Júri - curta-metragem - Di Cavalcanti, de Glauber Rocha.
- 1982 - Melhor Curta-Metragem de Animação - Meow!,[2] de Marcos Magalhães.
- 1986 - Prémio de Interpretação Feminina - Fernanda Torres, por Eu Sei que Vou Te Amar, de Arnaldo Jabor.
- 1997 - Prêmio da Crítica Internacional - Viagem ao Princípio do Mundo, de Manoel de Oliveira.
- 1999 - Prêmio Especial do Júri - A Carta, de Manoel de Oliveira.
- 2002 - Primeiro Prêmio Cinéfondation (para filmes universitários de até 60 minutos) - Um Sol Alaranjado, de Eduardo Valente.
- 2008 - Prêmio Un Regard Neuf na seção paralela Quinzena dos Realizadores - Muro, de Tião.
- 2008 - Prémio de Interpretação Feminina - Sandra Corveloni, por Linha de Passe
- 2019 - Prêmio do Júri - Bacurau, dirigido por Kleber Mendonça Filho e Juliano Dornelles
- 2024 - Melhor Direção - Miguel Gomes, por Grand Tour[3]
- 2025 - Melhor Direção - Kleber Mendonça Filho, por O Agente Secreto[4]
- 2025 - Prêmio de Interpretação Masculina - Wagner Moura, por O Agente Secreto.[4]

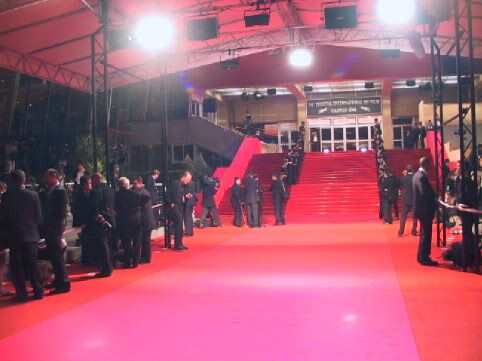
O tapete vermelho, em Cannes